# Куребино
Куребино — село в городском округе Серебряные Пруды Московской области.

## География
Находится в южной части Московской области на расстоянии приблизительно 7 километров на запад-юго-запад по прямой от окружного центра посёлка Серебряные Пруды.

## История
Известно с 1597 года как село с Воскресенской деревянной церковью, принадлежавшее трём помещикам. В 1628—1629 годах числилось пустошью. Позже принадлежала обычно двум, иногда трём владельцам. В 1770 году вновь построена была церковь Обновления Храма Воскресения Христова, в 1846 была заменена новой. В 1858 году числилось 44 двора, в 1877 — 52, в 1916 — 97, в 1974 — 26. В 1902 году началось строительство новой каменной церкви (существует). В период 2006—2015 годов входило в состав сельского поселения Мочильское Серебряно-Прудского района.

## Население
Постоянное население составляло 136 человек (1763), 176 (1782), 234 (1795), 313 (1811), 362 (1858), 377 (1877), 716 (1916), 73 (1974), 24 в 2002 году (русские 96 %), 14 в 2010.